# 세타 지표
대수기하학에서 세타 지표(θ指標, 영어: theta characteristic)는 대수 곡선의 표준 선다발의 제곱근이다. 리만 곡면의 경우, 이는 스핀 구조에 해당한다.

## 정의
대수 곡선 {\displaystyle C} 위에는 항상 표준 선다발 {\displaystyle {\mathcal {L}}_{K}}가 존재한다. 대수 곡선 {\displaystyle C}의 세타 지표 {\displaystyle {\mathcal {L}}_{\Theta }}는 다음을 만족시키는 정칙 선다발이다.
{\displaystyle {\mathcal {L}}_{\Theta }\otimes {\mathcal {L}}_{\Theta }={\mathcal {L}}_{K}}
즉, 인자로 쓰면 다음과 같다.
{\displaystyle 2\Theta =K}
세타 지표들의 공간은 {\displaystyle \operatorname {Th} (C)}라고 쓴다.
아벨 군으로 간주한 야코비 다양체 {\displaystyle J(C)}의 2차 꼬임 부분군
{\displaystyle J_{2}(C)=\{L\in J(C)\colon L\otimes L={\mathcal {O}}_{C}\}}
을 생각하자. 이는 유한체 {\displaystyle \mathbb {F} _{2}}에 대한 벡터 공간을 이룬다. 임의의 원소 {\displaystyle L\in J_{2}(C)} 및 세타 지표 {\displaystyle {\mathcal {L}}_{\Theta }\in \operatorname {Th} (C)}에 대하여, {\displaystyle L\otimes {\mathcal {L}}_{\Theta }} 역시 세타 지표를 이룬다. 따라서, 세타 지표의 공간 {\displaystyle \operatorname {Th} (C)}는 {\displaystyle J_{2}(C)}에 대한 아핀 공간을 이룬다.

## 성질
표준 선다발의 차수는 {\displaystyle \deg K=2g-2}이므로, 세타 지표의 차수는 {\displaystyle \deg \Theta =g-1}이다.
종수가 {\displaystyle g}이며, 대수적으로 닫힌 체에 대한 대수 곡선의 경우, 총 {\displaystyle 2^{2g}}개의 세타 지표가 존재한다.

## 같이 보기
- 세타 함수
- 스핀 다양체